# Kościół w Rothenklempenowie
Kościół w Rothenklempenowie (niem. Dorfkirche Rothenklempenow) – protestancka świątynia w niemieckiej gminie Rothenklempenow. Filia parafii Boock.
Kościół wzniesiono w latach 1733-1738. 
Świątynia barokowa, jednonawowa, z wbudowaną od zachodu wieżą o planie zbliżonym do kwadratu. Elewacja kościoła jest pokryta białym tynkiem. Na wieży kościoła zawieszono dwa dzwony: mniejszy odlano w 1890 w szczecińskiej ludwisarni Carl Voss & Sohn, a większy – w odlewni w Apoldzie w latach 70. XX wieku.